# آق بلاغ آقا جان خان (شرقي أردبيل)
آق بلاغ آقا جان خان (بالفارسية: آق‌بلاغ‌آقاجان‌خان) هي منطقة سكنية تقع في إيران في قسم الشرقي الريفي. يقدر عدد سكانها بـ 1,802 نسمة.